# Serge Blanc d'Amérique
Albums de Mononc' Serge
La Pâques satanique
Serge Blanc d'Amérique est le titre d'un album de Mononc' Serge paru en 2006.

## Liste des morceaux
| No  | Titre                             | Durée |
| --- | --------------------------------- | ----- |
| 1.  | Requiem pour la marde             |       |
| 2.  | Je chante pour les morons         |       |
| 3.  | Hitler Robert                     |       |
| 4.  | Rien                              |       |
| 5.  | Bacaisse                          |       |
| 6.  | Fred                              |       |
| 7.  | Frustré                           |       |
| 8.  | Le lac Saint-Jean                 |       |
| 9.  | Noël est un jour comme les autres |       |
| 10. | Les bed & breakfasts              |       |
| 11. | Fédéraliste                       |       |